# Amyema polytrias
Amyema polytrias är en tvåhjärtbladig växtart som beskrevs av Danser. Amyema polytrias ingår i släktet Amyema och familjen Loranthaceae. Inga underarter finns listade i Catalogue of Life.